# Đại dịch cúm 2009 tại châu Âu
|  |  |
|  |  |

Đại dịch cúm 2009 tại châu Âu (tiếng Anh: 2009 flu pandemic in Europe), một phần của đại dịch cúm 2009 bởi một dòng virus mới mang tên virus cúm A H1N1 đã gây ra căn bệnh có tên là cúm lợn. Đại dịch đã ảnh hưởng đến ít nhất 125,550 người tại châu Âu. Có 458 ca tử vong xác nhận tại Thổ Nhĩ Kỳ, 438 ca tử vong xác nhận tại Nga và 299 ca tử vong xác nhận tại Vương quốc Anh.

## Liên minh châu Âu
Ngày 27 tháng 4 năm 2009, ủy viên y tế của Liên minh châu Âu khuyên người dân không nên du lịch đến Hoa Kỳ hay Mexico, cùng ngày hôm đó ca nhiễm cúm lợn đầu tiên đã được công bố tại Tây Ban Nha. Vào thời điểm đó, Ủy viên về Quan hệ Đối ngoại của EU là Benita Ferrero-Waldner nói về vấn đề du lịch đến Mexico và việc khử trùng tất cả các sân bay đang được xem xét.

## Bỉ
Sáu ca nghi nhiễm cúm lợn tại Bỉ cuối cùng đã được phát hiện, người đầu tiên là một người đàn ông 28 tuổi sống tại Ghent vừa trở về từ một kì nghỉ tại Mỹ. Người thứ hai thử nghiệm dương tính với cúm lợn tại Bỉ vào ngày 14 tháng 5 năm 2009. Hai người thử nghiệm dương tính cúm A/H1N1 vào ngày 15 tháng 5. Ca nhiễm cúm lợn thứ sáu và thứ bảy được phát hiện ngày 21 tháng 5, trong khi người thứ tám phát hiện vào ngày 26 tháng 5.